# A Kecskeméti TE 2006–2007-es szezonja
A Kecskeméti TE a 2006/2007-es szezonban az NB II Keleti csoportjában szerepelt és végül a 8. helyen végzett. Ez volt a Ferencvárosi TC első éve a másodosztályban, a fővárosi klub az első döntetlenjét és első vereségét is a KTE-től szenvedte el.

## Bajnoki mérkőzések
| Színmagyarázat | Színmagyarázat |
| -------------- | -------------- |
|                | Győzelem.      |
|                | Döntetlen.     |
|                | Vereség.       |

### Őszi fordulók
| 1. forduló 2006. augusztus 12. 17:30 |

| Tuzsér SE                                                | 2 – 1       | Kecskeméti TE             |
| -------------------------------------------------------- | ----------- | ------------------------- |
| Cséke 90′ Minyin Göncz 10' Bagin 43' Csobán 44' Iván 72' | Jegyzőkönyv | Balla Dabasi 3' Barna 15' |

| Tuzsér Játékvezető: Fábián Mihály (magyar) |

| 2. forduló 2006. augusztus 19. 19:30 |

| Kecskeméti TE                        | 1 – 2       | Nyíregyháza Spartacus                                                    |
| ------------------------------------ | ----------- | ------------------------------------------------------------------------ |
| Kása Kurucsai 9' Radu 55' Gyagya 78' | Jegyzőkönyv | Sztipánovics 65' Vukadinović 81' Cornaci 21' Miskolczi 50' Menougong 88' |

| Széktói Stadion, Kecskemét Játékvezető: Berettyán Péter (magyar) |

| 3. forduló 2006. augusztus 27. 17:30 |

| Karcagi SE                   | 1 – 3       | Kecskeméti TE                            |
| ---------------------------- | ----------- | ---------------------------------------- |
| Vitányi Kádár 74' Zachar 80' | Jegyzőkönyv | Csordás Kása Balla Gyagya 14' Mojzes 63' |

| Karcag Játékvezető: Gaál Bence (magyar) |

| 4. forduló 2006. szeptember 3. 19:00 |

| Kecskeméti TE                           | 1 – 0       | Jászberényi SE                         |
| --------------------------------------- | ----------- | -------------------------------------- |
| Csordás Nagy 17′ Kurucsai 17' Szabó 61' | Jegyzőkönyv | Tasi 7' Kovács 21' Kónya 25' Fehér 49' |

| Széktói Stadion, Kecskemét Játékvezető: Erdős József (magyar) |

| 5. forduló 2006. szeptember 8. 17:30 |

| Békéscsaba 1912 Előre            | 4 – 2       | Kecskeméti TE                                    |
| -------------------------------- | ----------- | ------------------------------------------------ |
| Dobi 81' Pozsár Tóth Horváth 85' | Jegyzőkönyv | Némedi Kása 80' Kovrig 18' Mojzes 59' Gyagya 82′ |

| Kórház utcai stadion, Békéscsaba Játékvezető: Telek Ákos (magyar) |

| 6. forduló 2006. szeptember 16. 18:00 |

| Kecskeméti TE                              | 2 – 2               | Ferencváros                                                    |
| ------------------------------------------ | ------------------- | -------------------------------------------------------------- |
| Csordás 9' Balla 90+1' Ábel 10′ Kovrig 83' | (1 – 2) Jegyzőkönyv | Tímár 27' Bartha 40' Laczkó 22' Balog 38' Lazić 56' Tököli 60' |

| Széktói Stadion, Kecskemét Nézőszám: 10 000 Játékvezető: Mészáros István (magyar) |

| 7. forduló 2006. szeptember 24. 16:00 |

| Kazincbarcikai SC | 1 – 2       | Kecskeméti TE              |
| ----------------- | ----------- | -------------------------- |
| Máthé Darók 10'   | Jegyzőkönyv | Némedi Kovrig Kurucsai 20' |

| Pete András Stadion, Kazincbarcika Játékvezető: Oláh Gábor (magyar) |

| 8. forduló 2006. szeptember 30. 18:00 |

| Kecskeméti TE                        | 2 – 1       | Budafoki LC           |
| ------------------------------------ | ----------- | --------------------- |
| Kása 85' Ábel Csordás 85' Borsos 87' | Jegyzőkönyv | Lovrencsics Fejős 28' |

| Széktói Stadion, Kecskemét Játékvezető: Pánczél Krisztián (magyar) |

| 9. forduló 2006. október 8. 15:00 |

| Baktalórántháza VSE | 1 – 1       | Kecskeméti TE     |
| ------------------- | ----------- | ----------------- |
| Illés               | Jegyzőkönyv | Némedi Farkas 76' |

| Baktalórántháza Játékvezető: Iványi Zoltán (magyar) |

| 10. forduló 2006. október 14. 15:00 |

| Kecskeméti TE             | 1 – 1       | Jászapáti VSE                            |
| ------------------------- | ----------- | ---------------------------------------- |
| Balla Kovrig 53' Ábel 75' | Jegyzőkönyv | Kósa Ujfalusi 29' Mosonyi 73' Kotula 75' |

| Széktói Stadion, Kecskemét Játékvezető: Bendik Gábor (magyar) |

| 11. forduló 2006. október 21. 14:30 |

| Szolnoki MÁV                  | 3 – 1       | Kecskeméti TE                                               |
| ----------------------------- | ----------- | ----------------------------------------------------------- |
| Remili Kalina Bardi Antal 47' | Jegyzőkönyv | Némedi Radu 39' Borsos 59' Mojzes 72' Farkas 80' Gyagya 88′ |

| Tiszaligeti stadion, Szolnok Játékvezető: Erdős József (magyar) |

| 12. forduló 2006. október 28. 14:00 |

| Kecskeméti TE               | 3 – 0       | Makó FC                |
| --------------------------- | ----------- | ---------------------- |
| Farkas 35' Balog Kovrig 72' | Jegyzőkönyv | Zakar 12' Saveljev 65′ |

| Széktói Stadion, Kecskemét Játékvezető: Szabó Zsolt (magyar) |

| 13. forduló 2006. november 4. 13:30 |

| Vecsési FC          | 0 – 0       | Kecskeméti TE |
| ------------------- | ----------- | ------------- |
| Czipper 10' Máj 20' | Jegyzőkönyv | Kurucsai 30'  |

| Vecsés Játékvezető: Bodac Tamás (magyar) |

| 14. forduló 2006. november 11. 13:30 |

| Kecskeméti TE                      | 2 – 2       | Orosháza FC                                   |
| ---------------------------------- | ----------- | --------------------------------------------- |
| Csordás Farkas Nagy 37' Borsos 75' | Jegyzőkönyv | Ábel Balázs Kerepeczki 9' Buza 61' Závoda 77' |

| Széktói Stadion, Kecskemét Játékvezető: Tatai Péter (magyar) |

| 15. forduló 2006. november 4. 13:30 |

| Bőcs KSC            | 0 – 0       | Kecskeméti TE        |
| ------------------- | ----------- | -------------------- |
| Vágó 21' Martis 23' | Jegyzőkönyv | Barna 11' Farkas 88′ |

| Bőcs Játékvezető: Varga László (magyar) |

### Tavaszi fordulók
| 16. forduló 2007. március 10. 14:30 |

| Kecskeméti TE       | 1 – 1       | Tuzsér SE                                                  |
| ------------------- | ----------- | ---------------------------------------------------------- |
| Balog 76' Lungu 87' | Jegyzőkönyv | Lungu 17' (öngól) Rab 51' Krajnc 67' Balogh 68' Csobán 86' |

| Széktói Stadion, Kecskemét Játékvezető: Sulyok Gergely (magyar) |

| 17. forduló 2007. március 17. 15:00 |

| Nyíregyháza Spartacus                                                                   | 3 – 2       | Kecskeméti TE                     |
| --------------------------------------------------------------------------------------- | ----------- | --------------------------------- |
| Montvai 21' Zabos 25' 43' Szilágyi 55' Miskolczi 14' Bagoly 56' Cornaci 80' Minczér 86' | Jegyzőkönyv | Kovrig 57' Hegedűs 77' Vass 90+1′ |

| Nyíregyháza Városi Stadion, Nyíregyháza Játékvezető: Veizer Roland (magyar) |

| 18. forduló 2007. március 25. 15:00 |

| Kecskeméti TE                             | 0 – 1       | Karcagi SE                         |
| ----------------------------------------- | ----------- | ---------------------------------- |
| Mojzes 23' Rezes 35' Lungu 50' Gyagya 82' | Jegyzőkönyv | Bogdány 36' Mitasz 26' Replyuk 49' |

| Széktói Stadion, Kecskemét Játékvezető: Nagy Róbert (magyar) |

| 19. forduló 2007. március 31. 16:00 |

| Jászberényi SE                                           | 2 – 0       | Kecskeméti TE                   |
| -------------------------------------------------------- | ----------- | ------------------------------- |
| Németh 37' Potemkin 69' Gulyás 25' Kovács 51' Majzik 55' | Jegyzőkönyv | Farkas 42' Mojzes 44' Lungu 65' |

| Jászberény Játékvezető: Veizer Roland (magyar) |

| 20. forduló 2007. április 7. 16:00 |

| Kecskeméti TE          | 2 – 2       | Békéscsaba 1912 Előre                                                  |
| ---------------------- | ----------- | ---------------------------------------------------------------------- |
| Némedi 19' Yannick 55' | Jegyzőkönyv | Kurucsai 31' (öngól) Juhász 59' Bogdán 20′ Horváth 28′ Tóth Kovács 34' |

| Széktói Stadion, Kecskemét Játékvezető: Pető Péter (magyar) |

| 21. forduló 2007. április 14. 18:00 |

| Ferencváros                                | 1 – 3               | Kecskeméti TE                                  |
| ------------------------------------------ | ------------------- | ---------------------------------------------- |
| Lipcsei 33' (11-esből) Deme 13' Bognár 84' | (1 – 1) Jegyzőkönyv | Csordás 5' Yannick 72' 81' Gyagya 15' Vass 27' |

| Üllői út, Budapest Nézőszám: 5 500 Játékvezető: Sóthy András (magyar) |

| 22. forduló 2007. április 21. 18:00 |

| Kecskeméti TE                                 | 1 – 1       | Kazincbarcikai SC    |
| --------------------------------------------- | ----------- | -------------------- |
| Csordás 45' Vass 58' Lungu 80' Kurucsai 90+1′ | Jegyzőkönyv | Dávid 18' Bányai 61' |

| Széktói Stadion, Kecskemét |

| 23. forduló 2007. április 28. 17:00 |

| Budafoki LC               | 3 – 4       | Kecskeméti TE                                      |
| ------------------------- | ----------- | -------------------------------------------------- |
| Ujhegyi Füzi Chigozie 26' | Jegyzőkönyv | Hegedűs Yannick Csordás Balog Barna 36' Farkas 68' |

| Budafok Játékvezető: Pintér Csaba (magyar) |

| 24. forduló 2007. május 5. 19:00 |

| Kecskeméti TE                 | 1 – 1       | Baktalórántháza VSE                                |
| ----------------------------- | ----------- | -------------------------------------------------- |
| Farkas 85' Vass 44' Barna 52' | Jegyzőkönyv | Kozma A. 36' Rákóczi 50' Kozma J. 81′ Ádámszki 87' |

| Széktói Stadion, Kecskemét Játékvezető: Kovács Gábor (magyar) |

| 25. forduló 2007. május 13. 17:30 |

| Jászapáti VSE                        | 1 – 3       | Kecskeméti TE                              |
| ------------------------------------ | ----------- | ------------------------------------------ |
| Varga 42' 63' Kaszás 60' Horváth 84' | Jegyzőkönyv | Hegedűs 55' Mojzes 75' Némedi 82' Ábel 74' |

| Jászapáti Játékvezető: Tóth Attila (magyar) |

| 26. forduló 2007. május 19. 20:00 |

| Kecskeméti TE                   | 2 – 1       | Szolnoki MÁV                      |
| ------------------------------- | ----------- | --------------------------------- |
| Némedi 8' Csordás 75' Lungu 18' | Jegyzőkönyv | B. Tóth 26' Pintér 85' Szalai 89' |

| Széktói Stadion, Kecskemét Játékvezető: Iványi Zoltán (magyar) |

| 27. forduló 2007. május 27. 18:00 |

| Makó FC                                          | 2 – 0               | Kecskeméti TE                  |
| ------------------------------------------------ | ------------------- | ------------------------------ |
| Bány 14' 82' Saveljev 37' Csamangó 54' Varga 80' | (1 – 0) Jegyzőkönyv | Lungu 79' Farkas 85' Szabó 90' |

| Makó Játékvezető: Kovács Gábor (magyar) |

| 28. forduló 2007. június 3. 18:00 |

| Kecskeméti TE                                        | 1 – 2       | Vecsési FC                                 |
| ---------------------------------------------------- | ----------- | ------------------------------------------ |
| Némedi 41' 42' Radu 38' Mojzes 62' Vass 65' Ábel 83' | Jegyzőkönyv | Lukács 51' Sidó 83' Folmer 29' Hungler 90' |

| Széktói Stadion, Kecskemét Játékvezető: Király Gergő (magyar) |

| 29. forduló 2007. június 9. 18:00 |

| Orosháza FC                                                          | 4 – 2       | Kecskeméti TE                              |
| -------------------------------------------------------------------- | ----------- | ------------------------------------------ |
| Buza 11' 28' Csiszár 90+2' Kerepeczki 90+3' Szeverényi 16' Sipka 63' | Jegyzőkönyv | Csordás 36' Szabó 61' Vass 4′ Kurucsai 87′ |

| Orosháza Játékvezető: Gaál Gyöngyi (magyar) |

| 30. forduló 2007. június 16. 18:00 |

| Kecskeméti TE                    | 2 – 1       | Bőcs KSC                                     |
| -------------------------------- | ----------- | -------------------------------------------- |
| Yannick 20' Szabó 53' Gyagya 71' | Jegyzőkönyv | Urbin 32' Martis 41' Zimányi 51' Irhás 90+1' |

| Széktói Stadion, Kecskemét Játékvezető: Sothy András (magyar) |

### A bajnokság végeredménye
| #   | Csapat                | M  | GY | D  | V  | G+ – G– | GK  | P  | Megjegyzések                                           |
| --- | --------------------- | -- | -- | -- | -- | ------- | --- | -- | ------------------------------------------------------ |
| 1.  | Nyíregyháza Spartacus | 30 | 20 | 9  | 1  | 67–24   | +43 | 69 | 2007–2008-as magyar labdarúgó-bajnokság (első osztály) |
| 2.  | Ferencváros           | 30 | 18 | 11 | 1  | 70–21   | +49 | 65 |                                                        |
| 3.  | Orosháza FC           | 30 | 16 | 7  | 7  | 58–40   | +18 | 55 |                                                        |
| 4.  | Szolnoki MÁV-Mondi FC | 30 | 13 | 10 | 7  | 45–35   | +10 | 49 |                                                        |
| 5.  | Bőcs KSC              | 30 | 12 | 10 | 8  | 37–37   | 0   | 46 |                                                        |
| 6.  | Tuzsér SE             | 30 | 13 | 6  | 11 | 40–47   | −7  | 45 |                                                        |
| 7.  | Vecsési FC            | 30 | 11 | 9  | 10 | 49–43   | +6  | 42 |                                                        |
| 8.  | Kecskeméti TE         | 30 | 10 | 10 | 10 | 46–46   | 0   | 40 |                                                        |
| 9.  | Karcagi SE            | 30 | 9  | 10 | 11 | 31–39   | −8  | 37 |                                                        |
| 10. | Baktalórántháza VSE   | 30 | 8  | 9  | 13 | 33–44   | −11 | 33 |                                                        |
| 11. | Makó FC               | 30 | 9  | 8  | 13 | 30–45   | −15 | 35 | -3 pont                                                |
| 12. | Kazincbarcikai SC     | 30 | 6  | 14 | 10 | 41–45   | −4  | 32 |                                                        |
| 13. | Jászberényi SE Vasas  | 30 | 9  | 2  | 19 | 40–55   | −15 | 29 |                                                        |
| 14. | Békéscsabai Előre FC  | 30 | 8  | 4  | 18 | 33–48   | −15 | 28 | NB III                                                 |
| 15. | Jászapáti VSE         | 30 | 7  | 6  | 17 | 26–48   | −22 | 27 | NB III                                                 |
| 16. | Budafoki LC           | 30 | 6  | 5  | 19 | 31–60   | −29 | 23 | NB III                                                 |

Utolsó frissítés: 2007. június 16. 
Forrás: MLSZ 
A rangsorolás alapszabályai: 1. összpontszám, 2. győzelmek száma, 3. egymás elleni eredmények összpontszáma,  4. egymás elleni eredmények gólkülönbsége, 5. egymás elleni eredmények szerzett góljainak száma 6. gólkülönbség, 7. szerzett gólok száma.
(B): Bajnokcsapat, (K): Kieső csapat, (F): Feljutó csapat, (I): Kupainduló, (R): A rájátszás győztese, (KGY): Kupagyőztes

### A csapat teljesítménye
A KTE összesen 30 bajnoki mérkőzést játszott a 2006–2007-es szezonban. A csapat szempontjából 10-10-10 győzelem, vereség és döntetlen lett a mérleg, 46 rúgott és 46 kapott góllal. Az így megszerzett 40 pont a 8. helyet jelentette a tabellán.

### Házi góllövőlista
| Név              | Gól |
| ---------------- | --- |
| Csordás Csaba    | 9   |
| Némedi Norbert   | 8   |
| Mbengono Yannick | 5   |
| Farkas István    | 4   |
| Balla Mihály     | 4   |
| Kása Tibor       | 4   |
| Balog Marcell    | 3   |
| Hegedűs Ádám     | 3   |
| Kovirg Ákos      | 2   |
| Szabó Tamás      | 2   |
| Mojzes Róbert    | 1   |
| Ábel Zsolt       | 1   |

### Bajnoki helyezések fordulóról fordulóra
| Forduló  | 1  | 2  | 3  | 4  | 5  | 6  | 7  | 8  | 9 | 10 | 11 | 12 | 13 | 14 | 15 | 16 | 17 | 18 | 19 | 20 | 21 | 22 | 23 | 24 | 25 | 26 | 27 | 28 | 29 | 30 |
| -------- | -- | -- | -- | -- | -- | -- | -- | -- | - | -- | -- | -- | -- | -- | -- | -- | -- | -- | -- | -- | -- | -- | -- | -- | -- | -- | -- | -- | -- | -- |
| Helyszín | I  | O  | I  | O  | I  | O  | I  | O  | I | O  | I  | O  | I  | O  | I  | O  | I  | O  | I  | O  | I  | O  | I  | O  | I  | O  | I  | O  | I  | O  |
| Eredmény | V  | V  | GY | GY | V  | D  | GY | GY | D | D  | V  | D  | D  | D  | D  | D  | V  | V  | V  | D  | GY | D  | GY | D  | GY | GY | V  | V  | V  | GY |
| Helyezés | 12 | 14 | 11 | 7  | 10 | 10 | 7  | 6  | 6 | 6  | 8  | 6  | 7  | 7  | 7  | 7  | 8  | 9  | 10 | 10 | 8  | 9  | 9  | 8  | 7  | 7  | 7  | 8  | 8  | 8  |

Helyszín: O = Otthon; I = Idegenben. Eredmény: GY = Győzelem; D = Döntetlen; V = Vereség.

### Eredmények összesítése
Az alábbi táblázatban összesítve szerepelnek a Kecskeméti TE 2006/07-es bajnokságban elért eredményei.
| Ősz/tavasz (forduló)    | Otthon | Otthon | Otthon | Otthon | Otthon | Otthon | Otthon | Idegenben | Idegenben | Idegenben | Idegenben | Idegenben | Idegenben | Idegenben |
| Ősz/tavasz (forduló)    | M      | GY     | D      | V      | LG–KG  | GK     | P      | M         | GY        | D         | V         | LG–KG     | GK        | P         |
| ----------------------- | ------ | ------ | ------ | ------ | ------ | ------ | ------ | --------- | --------- | --------- | --------- | --------- | --------- | --------- |
| Őszi szezon (1–15.)     | 7      | 3      | 3      | 1      | 12–8   | +4     | 12     | 8         | 2         | 3         | 3         | 10–12     | –2        | 9         |
| Tavaszi szezon (16–30.) | 8      | 2      | 4      | 2      | 10–10  | 0      | 10     | 7         | 3         | 0         | 4         | 14–16     | –2        | 9         |
| Összesen (1–30.)        | 15     | 5      | 7      | 3      | 22–18  | +4     | 22     | 15        | 5         | 3         | 7         | 24–28     | –4        | 18        |

## Magyar kupa
A Kecskeméti TE a második fordulóban kezdte meg a szereplését a Magyar kupában. Az első mérkőzését megnyerte, majd a Makó FC-től egy 2:2-es döntetlen után tizenegyesekkel 5:3-ra kikapott, így nem jutott be a negyedik fordulóba.
| 2. forduló 2006. augusztus 30. |

| Méhkeréki SE | 1 – 3 | Kecskeméti TE |
| ------------ | ----- | ------------- |
|              |       |               |

| Méhkerék |

| 3. forduló 2006. szeptember 20. |

| Makó FC | 3 – 5 (h. u.) | Kecskeméti TE |
| ------- | ------------- | ------------- |
|         | (2 – 2)       |               |

| Makó |